# Le Mas Théotime
Le Mas Théotime est un roman de Henri Bosco publié en 1945 aux éditions Charlot et ayant reçu le prix Renaudot la même année.

## Résumé
C’est l’histoire de Pascal Dérivat qui vit seul au milieu de ses terres cultivées par la famille Alibert, gens travailleurs et silencieux. Il est revenu dans son mas familial des années après avoir fait des études d'herboristerie en Avignon.  
Il est accepté par les gens du pays avec lesquels il tisse progressivement des rapports cordiaux. Seul Clodius, son cousin, personnage violent âprement attaché à ses terres qui jouxtent celles de Pascal, mène une lutte sourde contre le mas Théotime.
L'arrivée de Geneviève, sa cousine, qui fuit son mari va mettre fin à cette vie réglée par la nature et le rythme des travaux saisonniers.

## Adaptation
Le roman est adapté au cinéma dans le téléfilm Le Mas Théotime (1995) de Philomène Esposito avec Jean-Claude Adelin et Florence Thomassin.

## Éditions
- Le Mas Théotime, éditions Charlot, 1945.